# Divertimento en re mayor, KV 251 (Mozart)
El Divertimento n.º 11 en re mayor, K. 251, es una composición de Wolfgang Amadeus Mozart. Fue escrito en el mes de julio de 1776 en Salzburgo, posiblemente para la onomástica de la hermana de Mozart, Nannerl, el 26 de julio o para su cumpleaños el 30 de julio.

## Instrumentación
La obra está escrita para oboe, dos trompas, dos violines, viola y contrabajo.

## Estructura
Consta de seis movimientos:
- I. Molto allegro
- II. Menuetto
- III. Andantino
- IV. Menuetto (Tema con variazioni)
- V. Rondo (Allegro assai)
- VI. Marcia alla francese

El movimiento inicial está escrito en forma sonata monotemática en la que en lugar del verdadero segundo sujeto en la tonalidad de la dominante (la mayor), el primer sujeto aparece en la menor. El trio del primer minueto está compuesto solo para cuerdas y el tercer movimiento, de tempo Andantino, está en forma rondó. El cuarto movimiento es una inusual mezcla de minueto y forma variaciones. Aquí, las tres veriaciones sirven como los "tríos", con el tema del minueto volviendo da capo después de cada variación. La primera de estas variaciones se caracteriza por el oboe solo, la segunda por el violín solo y en la tercera, la melodía de la segunda fluye bajo el tema. Las trompas no participan en ninguna de las variaciones.